# Choc des civilisations (géopolitique)
Le choc des civilisations est un concept et un outil d'analyse en histoire et en géopolitique. Il désigne des conflits, souvent considérés comme inévitables, entre des civilisations ou des blocs civilisationnels, du fait d'oppositions de leurs normes culturelles. Le concept fait l'objet de débats.

## Concept

### Création et premières utilisations
Le choc des civilisation naît, comme concept, à une date indéfinie. La littérature politique, souvent d'obédience nationaliste et parfois eugéniste, explore l'idée de luttes contre des civilisations irréconciliables dès les années 1920. Un livre intitulé The Revolt against Civilisation: The Menace of the Under Men, est publié en 1923. Le terme semble avoir été utilisé pour la première fois en 1957. L'historien Bernard Lewis l'invente au lendemain de la crise du canal de Suez, lors d'un colloque sur les tensions au Moyen-Orient, organisé à l'université Johns-Hopkins de Washington,.
Le concept est mobilisé par des auteurs de divers continents. Ainsi, Hichem Djaït écrit en 1978 que « nous nous dirigeons vers une confrontation des civilisations telle qu'il n'y en a jamais eu dans l'histoire ».

### Popularisation par Huntington
Le terme est toutefois repris et popularisé par le politologue Samuel Huntington, dans un article appelé « The Clash of Civilizations? », paru dans la revue Foreign Affairs en 1993. Il publie un livre appelé Le Choc des civilisations (en anglais, The Clash of Civilizations and the Remaking of World Order) en 1996.
En France, Hubert Védrine nuance le concept mais affirme dans une tribune du journal Le Monde publiée au début de la guerre d'Irak que « aujourd'hui, le cocktail des rancœurs, des ignorances croisées et des peurs symétriques reste explosif ». Il préconise des politiques étrangères qui respectent les pays étrangers et s'interdit l'ingérence dans les affaires intérieures,. Il réaffirme sa thèse dans un ouvrage ultérieur, Comptes à rebours, où il voit dans l'hubris de l'Occident à la fin de la guerre froide l'origine de troubles au Moyen-Orient qui ont conduit à réactiver l'idée du choc des civilisations.

## Débats et critiques

### Faiblesse de la thèse face à la realpolitik
Des géopolitologues tels qu'Aymeric Chauprade, s'ils reconnaissent que des normes culturelles peuvent causer des conflits militaires, soulignent la prépondérance de la realpolitik sur les différences culturelles. Ainsi, le combat de Charles Martel contre les Arabes à Poitiers en 732 (bataille de Poitiers) ne constitue pas une opposition entre la chrétienté européenne et l'islam arabe, car les Aquitains d'Eudes d'Aquitaine étaient alliés avec le gouvernement arabe de Catalogne dirigé par Munuza contre les Carolingiens ; d'autant plus que les Carolingiens eux-mêmes étaient alliés au Califat abbasside.
Il nuance toutefois ses propos dans un ouvrage ultérieur, où il écrit que « faire la chronique du choc des civilisations, c'est montrer que la succession des évènements s'inscrit le plus souvent dans des permanences historiques ».

### Déficit de définition des blocs civilisationnels
Marc Crépon soutient, dans un livre appelé L'imposture du choc des civilisations, que le principal défaut d'une telle grille de lecture des relations internationales et du monde est l'indéfinition permanente de la civilisation, « un objet global, tellement vaste et flou, que plus rien ne lui correspond ». Johann Chapoutot critique la « cartographie grossière des zones ethnoculturelles qu'il voit dans le monde, définies de manière essentialiste et déterministe ». Emmanuel Todd nuance également ce concept en étudiant l'évolution des structures familiales dans le monde arabo-musulman.

### Faiblesse de la grille de lecture
Certains auteurs ont souligné la faiblesse du choc des civilisations comme grille de lecture des évènements géopolitiques au sein des aires religieuses et entre les aires religieuses. Jim Cohen met par exemple en exergue l'utilisation de clichés et de stéréotypes au sujet de chacune des aires, et remarque que l'appartenance à une civilisation prétendue n'est pas un critère explicatif suffisant. Ainsi, « ramener le problème des despotismes d’État contemporains à une sorte de complexe culturel, c’est faire abstraction des effets du système politique et économique mondial et dédouaner les puissances extérieures, les États-Unis notamment, de toute responsabilité dans le soutien aux régimes despotiques ». 
Jacques Soppelsa et Alexandre del Valle, s'ils trouvent des qualités au concept huntingtonien, rappellent qu'il est insuffisant pour comprendre les dynamiques au sein même des aires géographiques. Ils écrivent ainsi, dans La Mondialisation dangereuse : « Le drame que traverse [le Sahel] [...] rappelle aux Occidentaux restés prisonniers de l'eurocentrisme que le totalitarisme islamiste ne combat pas seulement l'Occident "croisé", mais d'abord les pays musulmans et du Sud ».
Johann Chapoutot écrit lui que « doter le vaste monde musulman, si divers, d'une identité partagée, d'une cohérence ferme et d'une finalité commune, revient en définitive, et en miroir, à proposer la même lecture du monde que les fondamentalistes et terroristes musulmans eux-mêmes ».
En plus de considérer la grille de lecture du choc des civilisations comme inopérante, Dominique Moïsi la considère comme dangereuse, au même titre que l'idéologie du triomphe de la démocratie de Francis Fukuyama. Il substitue l'idée de choc des civilisations au « choc des émotions », permettant ainsi d'expliquer des affrontements au sein d'une même aire culturelle, et des alliances inexplicables en vertu du paradigme huntingtonien.

### Instrumentalisation
Certains auteurs ont écrit que la thèse du choc des civilisations avait été créée et utilisée à des fins politiques, permettant de donner un appui théorique aux politiques menées par les néoconservateurs américains, notamment sous la présidence de George W. Bush.